# 王麗思
王麗思，中國女子職業足球運動員，司職中場，現效力於中國女子足球超級聯賽江苏华泰证券。